# Vile (musikalbum)
Vile är death metal-bandet Cannibal Corpses femte studioalbum. Albumet släpptes den 21 maj 1996 av skivbolaget Metal Blade Records och är det första studioalbumet med sångaren George "Corpsegrinder" Fisher.
2007 återutgavs albumet av Metal Blade Records tillsammans med en live-DVD (Vile Live), inspelat 3 och 4 februari 1997.

## Låtlista
CD (1996-utgåvan och 2007-utgåvan)
| Nr           | Titel                    | Text                          | Musik                     | Längd |
| ------------ | ------------------------ | ----------------------------- | ------------------------- | ----- |
| 1.           | Devoured by Vermin       | Webster                       | Rob Barrett, Alex Webster | 3:13  |
| 2.           | Mummified in Barbed Wire | Webster                       | Webster                   | 3:09  |
| 3.           | Perverse Suffering       | Paul Mazurkiewicz             | Jack Owen                 | 4:14  |
| 4.           | Disfigured               | George Fisher, Webster        | Webster                   | 3:48  |
| 5.           | Bloodlands               | Webster                       | Webster                   | 4:20  |
| 6.           | Puncture Wound Massacre  | Fisher, Mazurkiewicz, Webster | Webster                   | 1:41  |
| 7.           | Relentless Beating       |                               | Webster                   | 2:14  |
| 8.           | Absolute Hatred          | Barrett                       | Barrett                   | 3:05  |
| 9.           | Eaten from Inside        | Owen                          | Owen                      | 3:43  |
| 10.          | Orgasm Through Torture   | Mazurkiewicz                  | Webster                   | 3:41  |
| 11.          | Monolith                 | Mazurkiewicz, Webster         | Webster                   | 4:24  |
| Total längd: | Total längd:             | Total längd:                  | Total längd:              | 37:40 |

DVD: "Live at the Berkeley Square, February 3-4 1997" (2007-utgåvan)
1. "Perverse Suffering" – 5:05
2. "Stripped, Raped and Strangled" – 4:15
3. "Covered with Sores" – 3:57
4. "Monolith" – 4:49
5. "Addicted to Vaginal Skin" – 3:54
6. "Force Fed Broken Glass" – 4:25
7. "Fucked with a Knife" 2:26
8. "Gutted" – 4:04
9. "Bloodlands" – 4:39
10. "Shredded Humans" – 5:18
11. "Staring Through the Eyes of the Dead" – 4:02
12. "A Skull Full of Maggots" – 3:45
13. "Devoured by Vermin" – 4:26
14. "Hammer Smashed Face" – 5:00
15. "Pulverized" – 3:58
16. "Puncture Wound Massacre" – 2:47
17. "Mummified in Barbed Wire" – 2:27
18. "Orgasm Through Torture" – 3:51

- Spår 1 – 14 inspelad 3 februari 1997
- Spår 15 – 18 inspelad 4 februari 1997

## Medverkande
Musiker (Cannibal Corpse-medlemmar)
- George "Corpsegrinder" Fisher – sång
- Jack Owen – gitarr
- Rob Barrett – gitarr
- Alex Webster – basgitarr
- Paul Mazurkiewicz – trummor

Produktion
- Scott Burns – producent, ljudtekniker, mixning
- Brian Slagel – verkställande producent
- Cannibal Corpse – producent
- Mike Fuller – mastering
- Vincent Locke – omslagskonst
- Brian J. Ames – omslagsdesign
- Stephanie Cabral – foto
- Brad Vance – remastering (2007-utgåvan)